# سیارک ۹۹۸۶
سیارک ۹۹۸۶ (به انگلیسی: 9986 Hirokun، نامگذاری:1996NX) نه هزار و نهصد و هشتاد و ششمین سیارک کشف شده‌است که در ۱۲ ژوئیه ۱۹۹۶ کشف شد.